# Виленский край
Ви́ленский край, также Вильнюсский край (пол. Wileńszczyzna, бел. Віленшчына, лит. Vilniaus kraštas), — современная  восточная и юго-восточная часть Литвы с Вильнюсом, а также прилегающие к ней районы Белоруссии, с 1920 года по 1939 год принадлежавшая Польше, отличающаяся особенностями национального состава населения и его политическими и культурными ориентациями.

## История

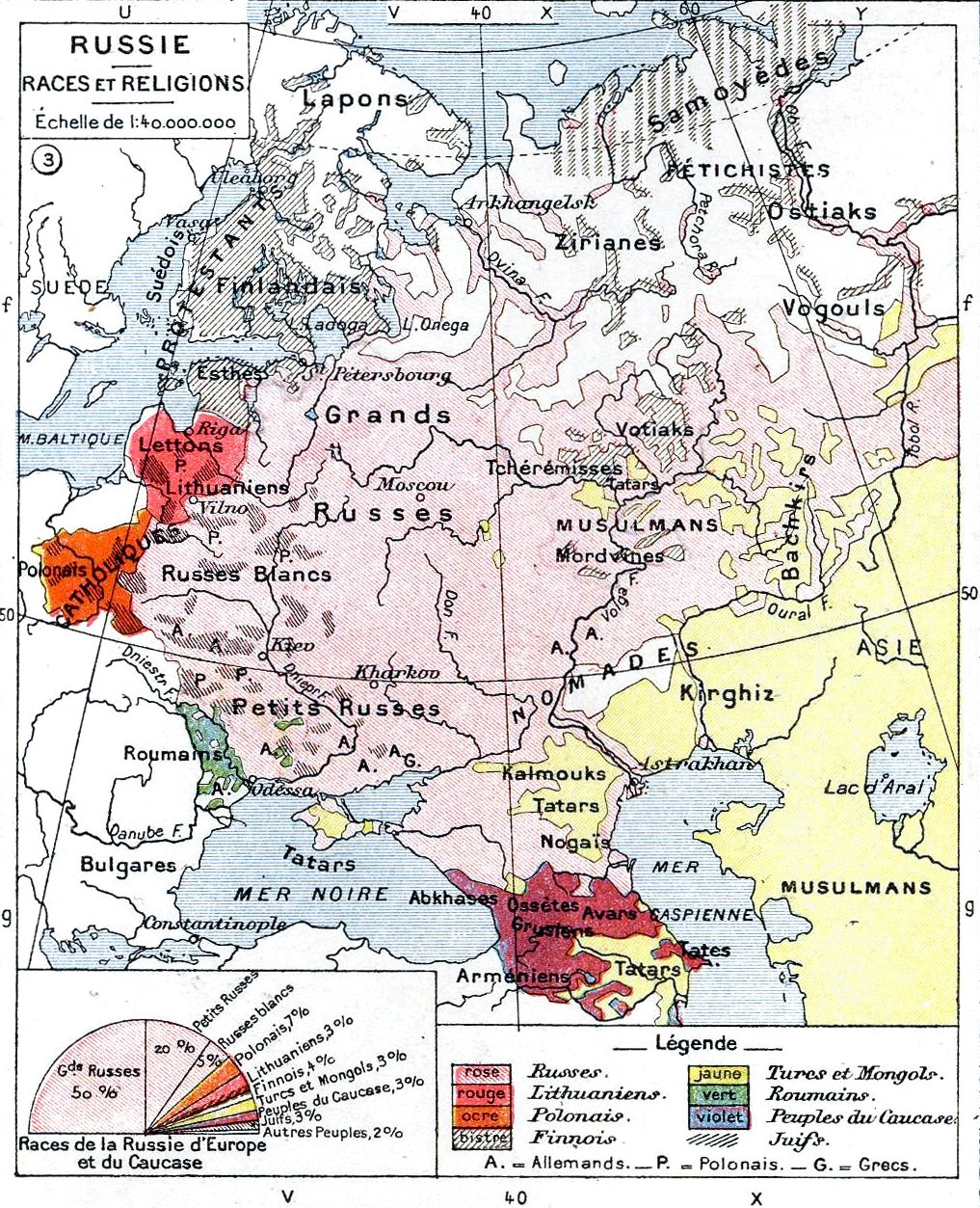
Этническая карта Европейской России в 1898 г.

До 1917 года Виленский край входил в состав Виленской губернии Российской империи. Это в основном Свенцянский, Виленский и Трокский уезды. Почти половину населения указанных уездов составляли белорусы, чуть меньше — литовцы, особое место занимал город Вильнюс (Вильна того времени).
Национальный (языковой) состав губернии согласно Всероссийской переписи населения 1897 года:
| Уезд             | белорусы | литовцы | евреи  | поляки | великорусы |
| ---------------- | -------- | ------- | ------ | ------ | ---------- |
| Губерния в целом | 59,1 %   | 17,6 %  | 12,7 % | 8,2 %  | 4,9 %      |
| Вилейский        | 86,9 %   | …       | 9,5 %  | 2,5 %  | …          |
| Виленский        | 59,8 %   | 17,9 %  | 12,3 % | 10,1 % | 10,4 %     |
| Дисненский       | 81,1 %   | …       | 10,1 % | 2,4 %  | 5,9 %      |
| Лидский          | 73,2 %   | 8,7 %   | 12,0 % | 4,7 %  | 1,2 %      |
| Ошмянский        | 80,0 %   | 3,7 %   | 12,1 % | 1,7 %  | 2,3 %      |
| Свенцянский      | 49,5 %   | 20,8 %  | 17,1 % | 6,0 %  | 5,4 %      |
| Трокский         | 17,7 %   | 49,1 %  | 9,5 %  | 11,3 % | 4,6 %      |

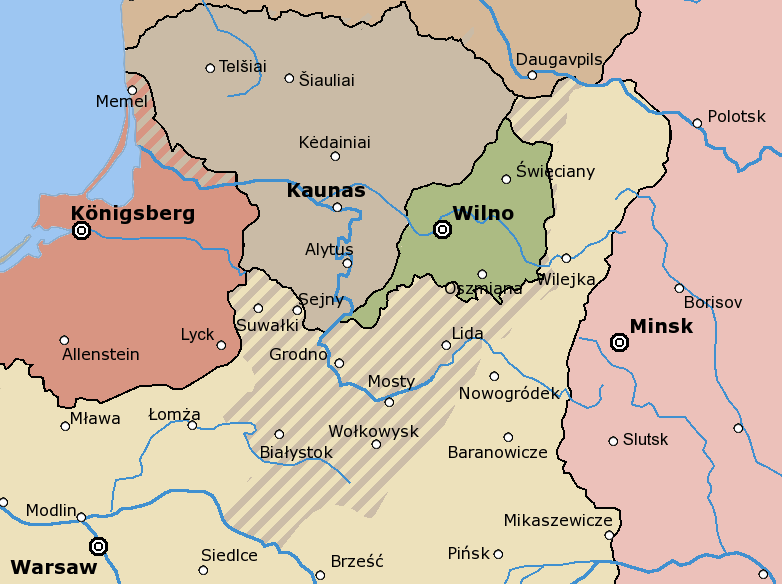
Срединная Литва и территории, на которые претендовала Литва

Во время Первой мировой войны и по Брестскому миру территория была занята германскими войсками. В конце декабря 1918 года германские войска оставили Вильну и окрестности.
В начале января эти территории, включая Вильну (5 января), заняла Красная армия (РККА), сопротивление которой слабые местные польские вооружённые формирования оказать не могли. В ходе советско-польской войны польские войска заняли Вильну 19—21 апреля 1919 года. При советском наступлении в июле 1920 года регион вновь занимают части Красной армии.
В советско-литовских переговорах с мая 1920 года условием, определявшим восточные и юго-восточные границы Литвы, было сначала её военное сотрудничество в войне против Польши, затем, при ухудшении военной ситуации, — её нейтралитет. 12 июля 1920 в Москве был подписан договор о мире между РСФСР и Литвой, признающий государственную независимость Литвы в границах прежней Ковенской губернии, части Виленской, Гродненской, Сувалкской губерний, включая Видзы, Вильну, Ошмяны, Лиду, Щучин, Гродно. Договор вступал в действие 14 октября. Однако уже 26 августа 1920 года Вильна была передана властям Литвы. Другие местности, отходящие по советско-литовскому договору Литве, также поспешно передавались под контроль литовской администрации при польском наступлении после «Варшавской битвы».
С вторжением в августе 1920 года польских частей на территории, на которые претендовала Литва, польские войска столкнулись с литовскими частями. Совет Лиги Наций 20 сентября принял рекомендацию, подтверждающую в качестве восточной границы Польши «линию Керзона», к западу от которой лежали земли с преобладанием польского населением, к востоку — территории с преобладанием непольского (литовского, белорусского, украинского) населения, и предложил Польше считаться с суверенитетом Литвы на территорию с восточной стороны линии Керзона. Литва и Польша официально приняли эту рекомендацию. Под давлением Лиги Наций в последних числах сентября 1920 года в Сувалках начались польско-литовские переговоры. 7 октября был подписан договор, разграничивающий польскую и литовскую зоны (План Гиманса). В соответствии с договором Вильна и прилегающие территории оказывались на литовской стороне демаркационной линии. Договор должен был вступить в действие 10 октября 1920 года.
За два дня до вступления Сувалкского договора в силу по негласному распоряжению Юзефа Пилсудского части польской армии (1-я литовско-белорусская дивизия) под командой генерала Люциана Желиговского, имитируя неподчинение верховному командованию, начали наступление и заняли Вильну (9 октября) и Виленский край. Занятые территории были объявлены государством Срединная Литва, временно управляемым Верховным главнокомандующим и Временной правящей комиссией. Выборы, проведённые 8 января 1922 года, сформировали представительный орган населения Срединной Литвы — Виленский сейм.
Сейм 20 февраля 1922 года большинством голосов принял резолюцию о включении Виленского края в состав Польши.
22 марта 1922 года Учредительный сейм в Варшаве принял Акт воссоединения Виленского края с Польской Республикой. В апреле 1922 года Виленский край вошёл в состав Польши. В 1926 году на территории края было сформировано Виленское воеводство
Однако Литва не отказывалась от прав на Вильнюсский край и вела за него активную пропагандистскую и дипломатическую борьбу.
17 марта 1938 года польская Санация, при поддержке Германии, предъявила Литве ультиматум с требованием признать Виленский край неотъемлемой частью польского государства, в противном случае Польша угрожала оккупировать страну. Польские войска начали обстрел литовской территории. Правительство Литвы 19 марта приняло требование Польши открыть границы. Между Литвой и Польшей были установлены дипломатические отношения. Однако признать Вильнюс польским Литва отказалась.

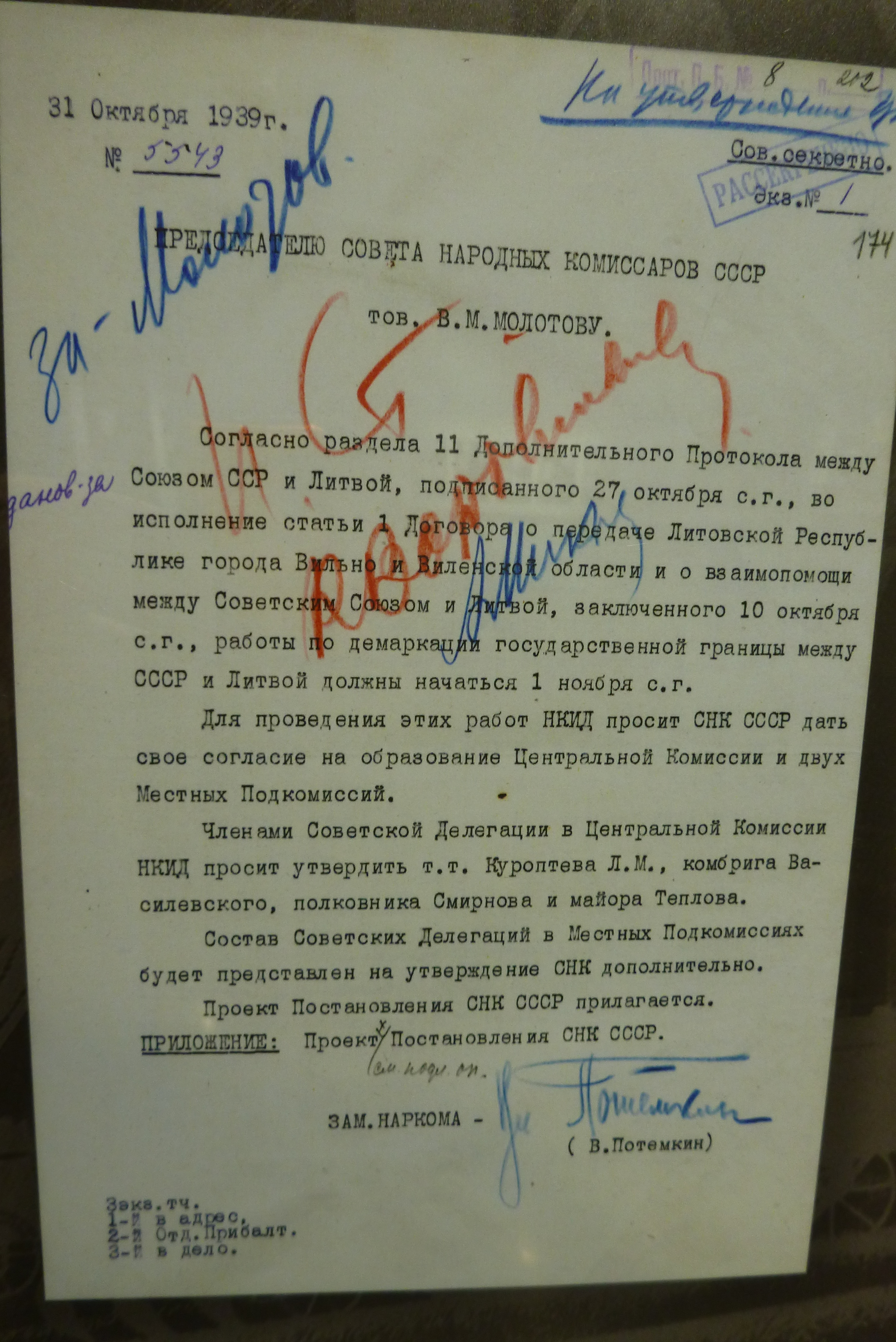
Докладная записка В. П. Потемкина В. М. Молотову о создании комиссии по демаркации государственной границы между Литвой и СССР (после передачи Литве примерно 1/4 части Виленского края). 31 октября 1939

В северо-восточной четверти края проводилась активнейшая полонизация, за 19 лет приведшая к смене населением своих языков на польский, который остаётся им до сих пор (в 1920—1931 годах во всём воеводстве доля поляков поднялась с менее 10 % до 60 %).

### Вторая мировая война
Согласно секретным протоколам к пакту Молотова — Риббентропа Литва и Виленский край относился к сфере влияния нацистской Германии, в то время как сфера интересов Союза ССР в Польше ограничивалась реками Висла, Сан и Нарев.
С началом в сентябре 1939 года военных действий Германии против Польши, обе стороны поступили иначе, чем в вышеуказанном соглашении:
- Красная армия заняла Виленский край;
- германские войска продвинулись далеко на восток от предполагаемой границы и оккупировали восточные районы Польши, которые якобы должны были отойти к зоне Советского Союза (восточная часть Варшавского воеводства и Люблинское воеводство).

28 сентября между СССР и Германией был подписан новый секретный протокол, по которому Литва (за исключением небольшой территории около Сувалок) переходила в сферу влияния СССР, а вышеупомянутые польские воеводства оставались в немецкой зоне.
В Вильнюсе появилась советская оккупационная администрация, в основном из числа белоруской компартии. Организовывались белорусские школы, другие учреждения, с 24 сентября по 18 октября выходила беларусскоязычная газета «Виленская правда» (бел. Вiленская праўда). Появились даже идеи о переносе столицы БССР из Минска в Вильно.
По «договору о передаче Литовской Республике города Вильно и Виленской области и о взаимопомощи между Советским Союзом и Литвой» от 10 октября 1939 года часть Виленского края с городом Вильно была передана Литве. Эта часть составляла территорию в 6909 км² с 490 тыс. жителей.
24 октября управление городом и уездом было окончательно передано государственной делегации Литвы.

С утра город <Каунас, временная столица> украшен национальными флагами, всюду играла музыка, люди обнимались и поздравляли друг друга. К вечеру готовились праздничные манифестации.— из донесения временного поверенного в делах США в Литве г-на Норама
После присоединения Литвы к СССР и образования Литовской ССР к новообразованной советской республике в октябре 1940 года дополнительно отошла территория Белоруссии площадью в 2637 км².

## Кинохроника
- Советская армия передает Виленский край и Вильнюс Литве — 1939 (видео)